# 파워 오브 도그
"파워 오브 도그"(영어: The Power of the Dog)는 2021년 개봉한 드라마 영화이다. 제인 캠피언이 감독과 각본을 맡았으며, 토머스 새비지의 동명 소설을 원작으로 한다. 2021 베네치아 영화제 은사자상 감독상 수상작이자 황금사자상 경쟁후보작이다.

## 줄거리
1925년 몬태나. 부유한 목장주 형제인 필 버뱅크와 조지 버뱅크는 가축 이동 중에 과부이자 여관 주인인 로즈 고든을 만나게 된다. 다정한 성격의 조지는 로즈에게 곧 매료되지만, 거칠고 신경질적인 성격의 필은 그녀가 조지의 재산만을 노린다고 의심하며 좋지 않게 본다. 필은 로즈의 십대 아들 피터에게도 적대적이며, 그를 나약하고 여성스럽다고 조롱한다.
조지는 로즈와 결혼하고, 그녀는 버뱅크 형제의 목장 저택으로 이사하게 된다. 피터는 의대에 진학한다. 조지는 부모와 주지사를 초대해 만찬을 열고, 로즈에게 피아노 연주를 부탁한다. 이 자리에서 조지는 필이 예일대학교에서 고전학을 전공했던 인물임을 밝히며, 그의 거친 모습과는 다른 과거를 드러낸다. 그러나 이전부터 필에게 멸시를 받아온 로즈는 위축되어 연주에 실패하고, 굴욕감에 빠진 그녀는 필의 냉담한 태도에 상처받아 점차 술에 의존하게 된다. 피터가 방학으로 집에 돌아왔을 무렵에는 이미 심각한 알코올 중독 상태에 이른다. 필과 그의 일꾼들은 피터를 조롱하고, 피터는 방에 틀어박힌 채 직접 잡은 토끼를 해부한다.
저택에서 떨어진 숲 속에서, 필은 그의 스승이자 고인이 된 브롱코 헨리의 스카프를 품에 안고 자위를 한다. 피터는 이 장소를 우연히 찾아내고, 그 안에서 브롱코 헨리의 동성애적 잡지들을 발견한다. 이후 필이 연못에서 브롱코의 스카프를 두르고 목욕하는 모습을 멀리서 지켜보지만, 필에게 들켜 쫓겨난다. 얼마 후, 필은 다른 이들 앞에서 피터에게 다가가 화해의 제스처로 말 타는 법을 가르치고, 학교에 돌아가기 전 가죽으로 밧줄을 꼬아주겠다고 약속한다.
피터는 어느 날 혼자 산에 올라가 죽은 소의 사체를 발견하고, 배낭에서 꺼낸 외과용 장갑을 낀 채 가죽 일부를 잘라낸다. 이후 필과 함께 말을 타고 언덕으로 올라간 피터는 장작더미에 숨어 있는 토끼를 잡으려던 필이 손을 베는 장면을 목격하고, 상처를 치료해주려 하나 필은 거절한다. 피터는 아버지가 알코올 중독 끝에 목숨을 끊었으며, 스스로 그 시신을 내려주었다는 이야기를 들려준다.
시간이 지나며 필과 피터가 함께 보내는 시간이 많아지자, 로즈의 알코올 중독은 더욱 심각해진다. 필이 불필요한 가죽을 모두 태우는 관행을 가지고 있다는 사실을 알게 된 로즈는 이에 반발하여 그 가죽을 지역 원주민에게 넘기고, 집으로 돌아오던 중 탈진하여 쓰러진다. 필은 이 사실에 분노하지만, 조지는 그녀가 건강이 좋지 않다고 둘러댄다. 피터는 필에게 자신이 잘라낸 가죽 조각을 건네며 그 출처는 밝히지 않는다. 필은 이 선물에 감동하여 피터를 다정하게 바라보고, 둘은 헛간에서 밤새 밧줄을 완성한다. 필은 상처에서 피를 흘리며 가죽을 부드럽게 만들기 위한 용액에 담그고, 피터는 브롱코 헨리와의 관계에 대해 묻는다. 필은 헨리와 함께 산속에서 눈보라에 갇혔을 때 그가 자신의 몸으로 체온을 유지시켜 주었다고 말하며, 피터가 둘이 벗고 있었냐고 묻지만 대답하지 않는다. 이후 둘은 함께 담배를 나눠 피운다.
다음 날 아침, 조지는 병든 필이 침대에 누워 있는 것을 발견하고, 상태가 악화된 그의 손을 보고 의사를 부른다. 필은 헛소리를 하며 피터를 찾지만, 조지가 대신 병원으로 데려간다. 곧 필은 사망한다. 조지는 그의 관을 고르고 장례 절차를 준비하며, 장례식에서 의사는 필의 사인이 탄저균 감염일 가능성이 높다고 말한다. 이는 필이 늘 감염된 소를 철저히 피했기 때문에 조지를 더욱 의아하게 만든다.
필의 장례식에 참석하지 않은 피터는 《공동 기도서》를 열어 장례 예식 부분의 시편 22편을 읽고, 완성된 밧줄을 장갑을 낀 채 자신의 침대 아래에 조심스럽게 보관한다. 그 후, 피터는 조지와 술에서 벗어난 로즈가 서로를 껴안으며 집으로 돌아오는 모습을 지켜보다가 조용히 돌아서며 미소 짓는다.

## 출연
- 베네딕트 컴버배치 - 필 버뱅크 역
- 커스틴 던스트 - 로즈 역
- 제시 플레먼스 - 조지 버뱅크 역
- 코디 스밋맥피 - 피터 역
- 토머신 매켄지 - 롤라 역
- 프랜시스 콘로이 - 노부인 역
- 키스 캐러딘 - 에드워드 주지사 역
- 피터 캐럴 - 노신사 역
- 애덤 비치 - 에드워드 내포 역